# Паисий (патриарх Александрийский)
Патриарх Паисий (греч. Πατριάρχης Παΐσιος, ок. 1610 — не ранее 1678) — патриарх Александрийский (15 октября 1657 — ок. 1665, 1668—1677/1678)
Способствовал деятельности Патриарха Никона по исправлению богослужебных книг.
Планы царя Алексея Михайловича организовать суд над Патриархом Никоном, много сделавшим для усиления греческого влияния в России, были негативно восприняты многими иерархами православного Востока. Несмотря на настойчивые приглашения из Москвы в 1662-1665 годы, Константинопольский и Иерусалимский патриархи уклонялись от участия в рассмотрении дела Никона. Однако Патриарх Паисий, рассчитывая получить богатую милостыню, принял предложение царского посланника Мелетия Грека приехать в Москву. Предположительно в мае 1665 годы Паисий покинул Египет и вместе с Мелетием направился в Россию через Кавказ, где они встретились с Антиохийским патриархом Макарием III, собиравшим милостыню в Грузии. После долгих колебаний Макарий принял решение присоединиться к Мелетию и Паисию. Патриархи провели зиму на Кавказе, весной 1666 года из Дербента морем прибыли в Астрахань и к концу осени 1666 года доехали до Москвы. В начале декабря прошли соборные заседания по делу патриарха Никона; он был низложен и отправлен в ссылку. Они же возглавили интронизацию нового Предстоятеля Русской Церкви Иоасафа II. Покинул Москву в 1669 году.
Константинопольский Патриарх Парфений IV низложил Паисия, ссылаясь на его многолетнее отсутствие в Египте и поставил на его место Иоакима II, однако египетские христиане воспротивились этому решению. При содействии русской дипломатии и Иерусалимского Патриарха Нектария (1661—1669) решение было отменено, а султан Мехмед IV снял с Патриарха возведенные против него обвинения.
В 1678 году Патриарх Паисий ушёл на покой из-за преклонного возраста.